# 鳩よ!
『鳩よ!』（はとよ）は、かつて存在した日本の文芸雑誌。1983年12月から2002年5月まで、マガジンハウスより発行された。

## 略歴・概要
1983年12月、マガジンハウスが初めて文芸の分野に挑戦し、詩の雑誌として創刊された。発行日は1983年12月1日(毎月1回1日発行)、首都圏など主な地域では1983年11月2日に発売された。創刊当時の表紙はピカソの作品を用いる洗練されたもので、「ポエムによるニュージャーナリズム」を掲げた。創刊号の特集は「ランボーって、だれ？」で、そのほかの特集には「コピーライターのコトバ特集 うん、時代を手さぐりして、CMコピーは詩になったのだね。」などがあった。題字は当時の取締役社長清水達夫によるもので、1999年11月号からの版形変更による大規模なリニューアルの際にも、これは踏襲された。2002年5月号をもって休刊となった。後継誌は、PR誌としてスタートした『ウフ.』である。
作品の公募では、歌人の林あまり、小説家の島本理生、詩人としての奥寺佐渡子（脚本家）、小説家としての住正徳（ライター）らのデビューのきっかけをつくった。

## おもな連載
- 鳩の目 （佐藤亜紀、1994年1月号 - 12月号）
- シュガーコート （唯川恵、1999年4月号 - 2000年11月）
- 非道、行ずべからず （松井今朝子、1999年8月号 - 2001年12月号）
- 歌謡クイック・ノート （木村立哉、1999年11月号 - 2002年2月号）
- 必ずお読み下さい。（一條裕子、2000年3月号 - 2002年5月号）
- あしたはうんと遠くへいこう （角田光代、2000年6月号 - 2001年4月号）
- 慶応三年生まれ 七人の旋毛曲り（坪内祐三）

## その他
2000年に『POPEYE』増刊として刊行された『帰ってきたハイスクール!奇面組』において、本誌編集部が協力に関わっていた。